# Jehovas vittnens hantering av sexuella övergrepp på barn
Jehovas vittnens hantering av sexuella övergrepp på barn har varit föremål för diskussion och utredningar. Det förekommer inom Jehovas vittnens församlingar fall av sexuella övergrepp mot barn, i likhet med andra religiösa och sekulära organisationer. Enligt Sällskapet Vakttornet är "förekomsten av denna brottslighet bland Jehovas vittnen sällsynt". Officiellt fördömer organisationen alla former av sexuella övergrepp och enligt en norsk studie från 2009 var förekomsten av sexuella övergrepp inom Jehovas vittnen inte högre än i övriga samhället. En statlig utredning från Australien från 2015 visade, att Jehovas vittnen dolt tusentals övergrepp mot barn. Enligt den statliga utredaren Angus Stewart "verkar det finnas en sedvänja hos Jehovas vittnen att hålla information om sexuella övergrepp på barn inom samfundet för sig själva" och beskriver vidare samfundet som en sekt som systematiskt underlåter att rapportera sexuella övergrepp till myndigheterna.
I Jehovas vittnens publikationer har Sällskapets syn på övergrepp på barn presenterats, även om mer specifika riktlinjer endast ges till församlingarnas äldstebröder eller på begäran. I pressmeddelanden utfärdade av Sällskapet Vakttornets avdelning för offentlig information framgår att om en person som står anklagad för övergrepp upprepat förnekar offrets anklagelser, och det inte finns några andra vittnen till incidenten, "kan de äldste inte vidta åtgärder inom församlingen vid den tidpunkten", men att de skulle rapportera till myndigheterna om de lokala lagarna kräver det.
Det har från medier och domstolar rapporterats om att Jehovas Vittnen har interna principer och förhållningssätt, som påstås vara bibelbaserade, som försvårar för medlemmar att rapportera om sexuella övergrepp. Offer för sexuella övergrepp ska ha blivit tillsagda av lokala äldstebröder att hålla tyst om det inträffade för att inte skämma ut såväl den anklagade som organisationen. Jehovas Vittnen säger att de inte har någon allmän policy om tystnad och att individer som det finns kännedom om har begått övergrepp på barn, generellt förbjuds att inneha något förtroendeuppdrag inom församlingen. En sådan person, om den inte av äldstebröderna ansetts ha visat ånger, exkommuniceras normalt.
I juni 2012 bestämde överdomstolen i Alameda i Kalifornien att Sällskapet Vakttornet, utöver kompensatoriskt skadestånd, skulle betala 21 miljoner amerikanska dollar i skadestånd efter att ha konstaterat att Sällskapet Vakttornets policy om att inte avslöja en församlingsmedlems övergrepp på barn för andra församlingsmedlemmar eller att rapportera övergrepp till myndigheterna har bidragit till sexuella övergrepp på en nio år gammal flicka. Efter en överklagan av domen beslutade en appellationsdomstol i april 2015 att delvis upphäva tidigare domstolsutslag genom att sänka skadeståndet till 2,8 miljoner amerikanska dollar och anförde att samfundet inte har som ansvar att varna församlingsmedlemmar för varandra. Medan rättsfallet överklagats till högsta domstolen i Kalifornien avgjordes det utanför rättssalen och en okänd summa betalades i skadestånd.
I Storbritannien bekräftade en domare 2016 en dom mot Jehovas Vittnen för att ha underlåtit att skydda ett offer för sexuella övergrepp mot barn, och den högsta domstolen avslog Sällskapet Vakttornets försök att blockera myndigheten Välgörenhetskommissionen för England and Wales utredning om Jehovas Vittnens välgörenhetsarbete hanterar anklagelser om övergrepp. Detta markerade kulmen på två år av rättsliga förfaranden i fem olika domstolar i vilka "WTBTS [Sällskapet vakttornet] i varje instans obevekligen ifrågasatt Välgörenhetskommissionens rättsliga grund för om omfattningen av sin undersökning."

## Principer för Jehovas Vittnen

### "Två vittnen"-regeln
De församlingsrättsliga principerna för Jehovas Vittnen kräver, i avsaknad av en bekännelse, två vittnen för att fastställa att gärningsmannens handling är en allvarlig synd. Organisationen anser, att denna principinställning är ett skydd mot illvilliga anklagelser om sexuella övergrepp. Sällskapet Vakttornet menar att denna princip bara tillämpas endast som disciplin inom församlingen och saknar betydelse för om ett brott rapporteras till myndigheterna i länder där detta är ett krav.
Sällskapet Vakttornet anför, att det inte är nödvändigt att de två vittnena bevittnat samma övergrepp på barn för att fastställa skuld. Sedan 1991 kan två offers uttalanden av separata händelser med samma gärningsman vara tillräckligt för att vidta åtgärder och förelägga om interna sanktioner. Invändningar mot detta har anfört att ett sådant tillvägagångssätt för att fastställa skuld förbiser allvaret av övergrepp mot ett barn då det ger ett effektivt skydd för en förövare att gå ostraffad så länge denne inte begår övergrepp på ytterligare ett barn. Mot detta ställs att DNA-bevis, medicinska intyg, rättsmedicinska eller polisiära utlåtanden som visar på sexuella övergrepp också kan betraktas som ett giltigt "vittne".[källa behövs] Mot detta har det anförts en invändning att utan en princip om obligatorisk rapportering av anklagelser om övergrepp, oavsett lokala lagar, kan sådan bevisning förbli oupptäckt.
I de fall där det bara finns ett ögonvittne – offret – på att det begåtts ett övergrepp mot barn, kan äldstebrodern övervaka den anklagade individen eller stänga av denne från framstående församlingsansvar, men bara om det finns bevis som bygger på vittnesmål från mer än ett vittne som tyder på att den påstådda gärningsmannen begått övergrepp på barn. I vissa fall där övergrepp bara bevittnas av en kan äldstebrodern, om denne bedömer att personen är en förövare, under diskreta former informera föräldrarna i en församling om att inte tillåta deras barn tillbringa tid med den anklagade.